# 아시다정
아시다정(芦田町)은 히로시마현 아시나군의 옛 정이다. 1974년 4월 1일 후쿠야마시에 편입합병되고 폐지되었다.